# Tasos Krītikos
Anastasios Krītikos, detto Tasos (in greco Αναστάσιος "Τάσος" Κρητικός?; Larissa, 25 gennaio 1995), è un calciatore greco, centrocampista del Larissa.

## Carriera

### Club
Il 3 agosto 2020 viene acquistato a titolo definitivo dalla squadra greca del Volo.

### Nazionale
Ha giocato nella nazionale greca Under-19.

## Statistiche

### Presenze e reti nei club
Statistiche aggiornate al 6 maggio 2021.
| Stagione            | Squadra             | Campionato          | Campionato | Campionato | Coppe nazionali | Coppe nazionali | Coppe nazionali | Coppe continentali | Coppe continentali | Coppe continentali | Altre coppe | Altre coppe | Altre coppe | Totale | Totale |
| Stagione            | Squadra             | Comp                | Pres       | Reti       | Comp            | Pres            | Reti            | Comp               | Pres               | Reti               | Comp        | Pres        | Reti        | Pres   | Reti   |
| ------------------- | ------------------- | ------------------- | ---------- | ---------- | --------------- | --------------- | --------------- | ------------------ | ------------------ | ------------------ | ----------- | ----------- | ----------- | ------ | ------ |
| feb.-lug. 2013      | Larissa             | FL                  | 10         | 0          | -               | -               | -               | -                  | -                  | -                  | -           | -           | -           | 10     | 0      |
| 2013-2014           | PAS Giannina        | SL                  | 14         | 1          | CG              | 1               | 0               | -                  | -                  | -                  | -           | -           | -           | 15     | 1      |
| 2014-2015           | PAS Giannina        | SL                  | 3          | 0          | CG              | 4               | 1               | -                  | -                  | -                  | -           | -           | -           | 7      | 1      |
| Totale PAS Giannina | Totale PAS Giannina | Totale PAS Giannina | 17         | 1          |                 | 5               | 1               |                    | -                  | -                  |             | -           | -           | 22     | 2      |
| 2015-2016           | Larissa             | FL                  | 5          | 0          | CG              | 3               | 1               | -                  | -                  | -                  | -           | -           | -           | 8      | 1      |
| 2016-gen. 2017      | Larissa             | SL                  | 0          | 0          | -               | -               | -               | -                  | -                  | -                  | -           | -           | -           | 0      | 0      |
| Totale Larissa      | Totale Larissa      | Totale Larissa      | 5          | 0          |                 | 3               | 1               |                    | -                  | -                  |             | -           | -           | 8      | 1      |
| gen.-giu. 2017      | Anagennīsī Karditsa | FL                  | 15         | 2          | -               | -               | -               | -                  | -                  | -                  | -           | -           | -           | 15     | 2      |
| 2017-gen. 2018      | Larissa             | SL                  | 1          | 0          | CG              | 3               | 0               | -                  | -                  | -                  | -           | -           | -           | 4      | 0      |
| gen.-giu. 2018      | Panserraïkos        | FL                  | 19         | 0          | -               | -               | -               | -                  | -                  | -                  | -           | -           | -           | 19     | 0      |
| 2018-2019           | Doxa Dramas         | FL                  | 21         | 9          | -               | -               | -               | -                  | -                  | -                  | -           | -           | -           | 21     | 9      |
| 2019-2020           | Doxa Dramas         | SL2                 | 19         | 5          | -               | -               | -               | -                  | -                  | -                  | -           | -           | -           | 19     | 5      |
| Totale Doxa Dramas  | Totale Doxa Dramas  | Totale Doxa Dramas  | 40         | 14         |                 | -               | -               |                    | -                  | -                  |             | -           | -           | 40     | 14     |
| 2020-2021           | Volo                | SL                  | 8          | 1          | CG              | 2               | 0               | -                  | -                  | -                  | -           | -           | -           | 10     | 1      |
| Totale carriera     | Totale carriera     | Totale carriera     | 115        | 18         |                 | 13              | 2               |                    | -                  | -                  |             | -           | -           | 128    | 20     |

## Palmarès

### Club

#### Competizioni nazionali
- Campionato greco di seconda divisione: 2

Larissa: 2015-2016, 2024-2025 (girone A)